# ACCEPT
ACCEPT es una organización no gubernamental que defiende los derechos de las personas gay, lesbianas, bisexuales y transgénero (LGBT) en Rumania. Tiene su sede en Bucarest y también actúa como representante de Rumania en ILGA-Europa. La organización también aboga en nombre de las personas con VIH-SIDA y lleva a cabo varios programas para fomentar el sexo seguro.

## Historia
ACCEPT fue fundada el 25 de octubre de 1996, convirtiéndose en la primera asociación del país destinada esencialmente a defender los derechos de la población LGBT rumana. En ese momento, estaba en vigor el artículo 200 de la legislación rumana, que penalizaba las relaciones entre personas del mismo sexo y contribuía a las violaciones de los derechos humanos, incluido el abuso policial contra las personas LGBT. El objetivo principal de ACCEPT, al comienzo de su historia, era cabildear y hacer campaña en contra de esta ley. ACCEPT tuvo una posición decisiva en la derogación del artículo 200 en 2001. Su papel es reconocido por todos los que luchan por la igualdad de los LGBT, incluidas las instituciones europeas, ya que fue galardonado con el Premio EGALITE de 1999 en la Comisión Europea, siendo también nominado para el Premio Sájarov del mismo año por el Parlamento Europeo.
Desde 2004, ACCEPT también ha sido el organizador de GayFest (conocido hoy como Bucharest Pride), el festival anual del orgullo gay rumano (que se completa con una marcha del orgullo el día de su clausura). La primera marcha del orgullo tuvo lugar en 2005.
Durante 2005 y 2006, ACCEPT ha publicado dos publicaciones periódicas: Inklusiv, una revista LGBT bimensual, y ENOLA, una revista diseñada para lesbianas y mujeres bisexuales. Ambos se distribuyeron por toda Rumanía (Inklusiv era gratuito).
Desde el 24 de marzo de 2008, la organización también gestiona «INFO ACCEPT», una línea directa para cuestiones de apoyo LGBT como salir del armario, superar la discriminación o preguntas sobre orientación sexual.